# Dariusz Wroński
 Dariusz Wroński  (ur. 23 lipca 1960 w Ostaszewie) – polski pilot wojskowy; generał brygady Wojska Polskiego; dowódca 49 pułku śmigłowców bojowych (1999–2006); dowódca 25 Brygady Kawalerii Powietrznej (2008–2010); dowódca 1 Brygady Lotnictwa Wojsk Lądowych (2014–2015). 

## Życiorys
Dariusz Wroński urodził się 23 lipca 1960 w Ostaszewie. 
Ukończył szkołę podstawową Nowym Dworze Gdańskim, a w 1979 Liceum Ogólnokształcące im. Ziemi Żuławskiej w Nowym Dworze Gdańskim.

### Wykształcenie
Absolwent Wyższej Oficerskiej Szkoły Lotniczej w Dęblinie (1983); Akademii Obronny Narodowej (AON, 1995), podyplomowych studiów na Wydziale Ekonomii Uniwersytetu Gdańskiego (2004); Wojskowego Kursu Doskonalenia Oficerów w specjalności kierowanie ruchem lotniczym; kursu operacyjno-taktycznego dla dowódców jednostek wojskowych w AON (1998); studium operacyjno-taktyczne w AON; kursu członków Rad Nadzorczych z udziałem Skarbu Państwa (2000), zdał egzamin państwowy i zdobył tytuł rzeczoznawcy zamówień publicznych (2006); podyplomowych studiów polityki obronnej AON w Warszawie (2007).

### Służba wojskowa
Dariusz Wroński w roku 1983 ukończył Wyższą Oficerską Szkołę Lotniczą. Po promocji w grudniu jako podporucznik – pilot śmigłowca został skierowany na stanowisko starszego pilota w 49 pułku śmigłowców bojowych (49 pśb) w Pruszczu Gdańskim. W roku 1991 po restrukturyzacji Sił Zbrojnych RP został dowódcą klucza, szefem rozpoznania eskadry. 
W 1996 otrzymał awans na stanowisko zastępcy dowódcy do spraw szkolenia, a następnie do spraw liniowych. W okresie tym ukończył kurs operacyjno-taktyczny dla dowódców jednostek wojskowych na Akademii Obrony Narodowej w Warszawie. W 1999 został wyznaczony na stanowisko dowódcy 49 pśb, którym był do 2006. W okresie uczestniczył w międzynarodowych ćwiczeniach m.in. we Francji w działaniach bojowego poszukiwania i ratownictwa na polu walki (2001) i w Stanach Zjednoczonych, gdzie w Fort Bragg ćwiczył działania w warunkach bojowych wspólnie z siłami koalicyjnymi (2004). W 2005 został dowódcą Samodzielnej Grupy Powietrzno-Szturmowej IV zmiany Polskiego Kontyngentu Wojskowego w Iraku i wykonał tam 76 lotów bojowych, za co dostał odznaczenie lotnicze – gapę pilota z zielonym wieńcem. W tym samym roku został uhonorowany prestiżowym wyróżnieniem ministra obrony narodowej Tomasza Siemoniaka w bezpieczeństwie lotniczym za ponadprzeciętne zaangażowanie i poświęcenie w służbie. W 2007 po ukończeniu podyplomowych studiów polityki obronnej w AON w Warszawie odbywał praktykę w Dowództwie Wojsk Lądowych. 
11 lutego 2008 został skierowany do Tomaszowa Mazowieckiego, gdzie objął funkcję dowódcy 25 Brygady Kawalerii Powietrznej. Pod jego dowództwem 25 Brygada otrzymała najwyższe wyróżnienie – Znak Honorowy Sił Zbrojnych. W składzie 25 Brygady utworzył Ośrodek Szkolenia Aeromobilno-Spadochronowego i zaczął przygotowania do budowy tunelu aerodynamicznego do szkolenia skoczków spadochronowych. Jednostkę przygotowywał do misji w Afganistanie i Czadzie. 15 sierpnia 2008 prezydent RP Lech Kaczyński mianował go na stopień generała brygady. 2 listopada 2010 objął stanowisko szefa Wojsk Aeromobilnych, a we wrześniu 2013 dowódca Wojsk Lądowych dodatkowo powierzył mu stanowisko szefa szkolenia Wojsk Lądowych, które pełnił do rozwiązania Dowództwa (31 grudnia 2013). Służył także jako szef zarządu wojsk aerobilnych i zmotoryzowanych w Dowództwie Generalnym RSZ. 25 lutego 2014 objął obowiązki dowódcy 1 Brygady Lotnictwa Wojsk Lądowych w Inowrocławiu. 

### Zakończenie służby
26 stycznia 2015 na lotnisku 49 Bazy Lotniczej w Pruszczu Gdańskim, zgodnie z ceremoniałem wojskowym, wykonał swój pożegnalny lot na śmigłowcu Mi-24 nr 730, na którym wykonywał loty podczas misji PKW w Afganistanie. Pożegnalny lot odbył w obecności między innymi dowódcy 1 Skrzydła Lotnictwa Taktycznego gen.bryg.pil. Tadeusza Mikutela i Szefa Zarządu Wojsk Lotniczych gen. bryg. pil. Tomasza Drewniaka. W Dowództwie Generalnym Rodzajów Sił Zbrojnych podczas uroczystego pożegnania dowódca generalny RSZ gen. broni Lech Majewski podziękował mu za ponad 35 lat wzorowej służby, za godne reprezentowanie biało-czerwonej szachownicy, lotnictwa wojskowego i Sił Zbrojnych RP tak w powietrzu, jak i na lądzie. 

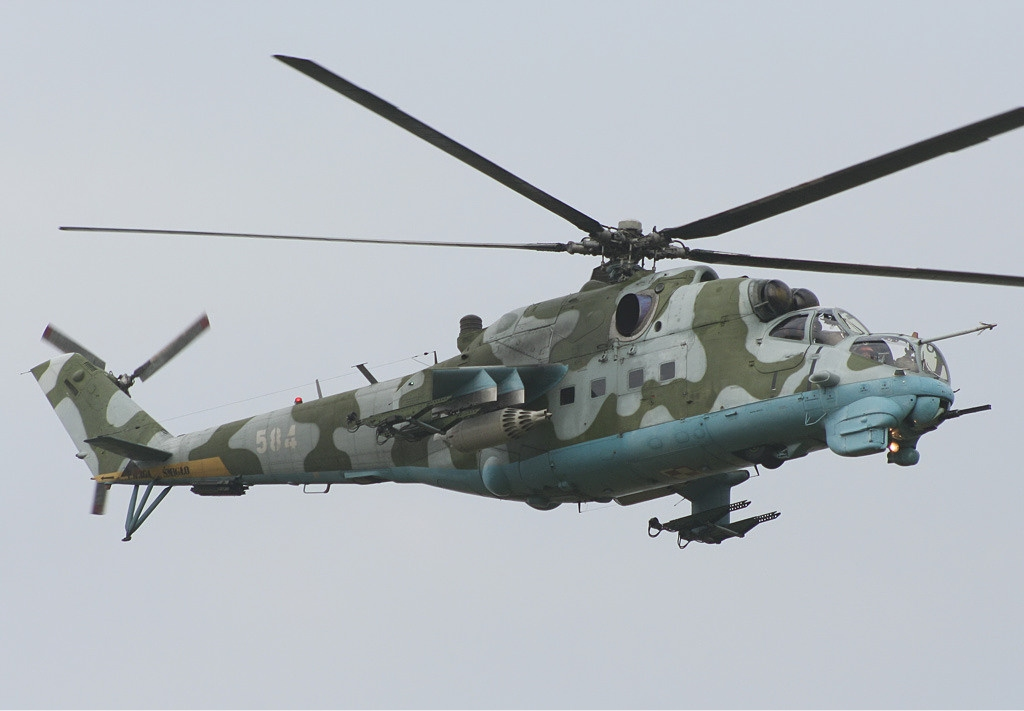
Na Mi-24 wykonał lot pożegnalny

28 stycznia 2015 minister obrony narodowej Tomasz Siemoniak w siedzibie MON podczas uroczystości z okazji zakończenia zawodowej służby przez niego i grupy oficerów wręczył mu złoty medal Za Długoletnią Służbę za wzorowe, wyjątkowo sumienne wykonywanie obowiązków wynikających z pracy zawodowej. 30 stycznia 2015 w Inowrocławiu w 56 Bazie Lotniczej w obecności inspektora Sił Powietrznych gen. dyw. pil. Jana Śliwki przekazał dowodzenie 1 Brygadą Lotnictwa Wojsk Lądowych (BLWL) swojemu zastępcy płk. pil. Wiesławowi Franczakowi. 
31 stycznia 2015, po trzydziestu sześciu latach służby, w wieku 55 lat zakończył zawodową służbę wojskową. Pilot klasy mistrzowskiej z prawie 2000 godzin nalotu. Wyszkolony we wszystkich warunkach atmosferycznych w dzień i w nocy oraz w zastosowaniu bojowym do poziomu Combat Ready. Pilotował śmigłowce: SM-1, SM-2, Mi-2, Mi-24D/W oraz śmigłowce innych armii: AH-1S, Bo-105, UH-1D, Gazelle, Super Puma, Ah-64, Bell 412. Wykonywał loty ratownicze i z pomocą humanitarną oraz kierował Zgrupowaniem Śmigłowców w czasie powodzi w 1997 i 2001. Jego zamiłowania to technika komputerowa, poświęca się także windsurfingowi i snowboardowi oraz biegom długodystansowym potwierdzanymi udziałami w maratonach (rekord życiowy 2,47h w Budapeszcie).
Wszedł w skład komitetu wspierającego kandydaturę Karola Nawrockiego na prezydenta RP w wyborach w 2025.

## Awanse
- podporucznik – 1983[1]

(...)
- generał brygady – 15 sierpnia 2008[15]

## Ordery, odznaczenia i wyróżnienia[3][5]
- Złoty Krzyż Zasługi
- Złoty Medal za Długoletnią Służbę
- Złoty Medal „Za zasługi dla obronności kraju”
- Medal Pamiątkowy Wielonarodowej Dywizji Centrum-Południe w Iraku
- Buzdygan Honorowy
- tytuł Wzorowy Dowódca
- Odznaka tytułu honorowego „Zasłużony Pilot Wojskowy”
- statuetka Ikara
- tytuł Zasłużonego Pilota Wojskowego
- Odznaka Pilota Wojskowego
- Odznaka pamiątkowa 49 pułku śmigłowców bojowych – 1999, ex officio
- Odznaka pamiątkowa 25 Brygady Kawalerii Powietrznej – 2008, ex officio

i inne